# Podgoria
Podgoria è un comune della Romania di 3 269 abitanti, ubicato nel distretto di Buzău, nella regione storica della Muntenia.
Il comune è formato dall'unione di 5 villaggi: Coțatcu, Oratia, Pleșești, Podgoria, Tăbăcari.